# Jardines del Doctor Pla i Armengol
Los jardines del Doctor Pla i Armengol se encuentran en el barrio del Guinardó de Barcelona.  La finca albergaba el Instituto Ravetllat-Pla, un centro de investigación contra la tuberculosis fundado en 1919 por el doctor Ramon Pla i Armengol y el veterinario Joaquim Ravetllat i Estech. La casa y los jardines de la finca, de estilo novecentista, fueron diseñados entre 1927 y 1930 por el arquitecto Adolfo Florensa. Los jardines se abrieron al público en 2019, con la casa reconvertida en el Museo Núria Pla.

## Historia

Ramon Pla i Armengol

Ramon Pla i Armengol (Alentorn, 1880-Barcelona, 1958) fue un médico especialista en bacteriología y enfermedades infecciosas. Especializado en el tratamiento de la tuberculosis, trabajó en el Hospital de la Santa Cruz y San Pablo de Barcelona y fue uno de los creadores del Patronato de Cataluña creado para la lucha contra esa enfermedad, así como del Instituto Ravetllat-Pla (con el veterinario Joaquim Ravetllat i Estech). Dedicado también a la política, en 1917 ingresó en el Partido Socialista Obrero Español (PSOE). En 1932 se pasó a la Unión Socialista de Cataluña (USC), con la que logró el acta de diputado en las elecciones generales de 1936. Tras la Guerra Civil se exilió en México, donde fundó Ediciones Minerva y la Bolsa del Médico Catalán. Regresó a Barcelona en 1948, donde moriría en 1956.
Los actuales jardines se corresponden con la finca del antiguo Instituto Ravetllat-Pla. Fundado en 1919, tuvo su primera sede en Salt (provincia de Gerona), localidad natal del doctor Ravetllat, hasta que a la muerte de este en 1923 se trasladó a Barcelona. Pla y Ravetllat investigaron la etiopatogenia de la tuberculosis y desarrollaron una teoría no avalada por las instituciones médicas oficiales, basada en los caballos que tenían en la finca, y crearon dos productos contra la tuberculosis, el suero y la hemoantitoxina Ravetllat-Pla, llamados popularmente «sangre de caballo», y ante la falta de respaldo oficial fabricaron y comercializaron estos productos de forma privada. En la Ciudad Condal tuvo varias sedes, hasta que en 1927 el doctor Pla adquirió una finca del Guinardó conocida como Los Seminarios o Torre Fitona, y encomendó al arquitecto Adolfo Florensa la reforma de la casa y el diseño de los jardines, que finalizó en 1930.
Durante la Guerra Civil la casa sirvió de refugio para el Gobierno Vasco en el exilio, presidido por Manuel de Irujo. Desde 1940 se hizo cargo de la institución Núria Pla Monseny (1916-2011), hija del doctor Pla y que continuó con la actividad del laboratorio hasta 1980. En 1989, con la apertura de la ronda del Guinardó, que afectó a parte de la finca, donó la misma al Ayuntamiento de Barcelona, cuya cesión se haría efectiva tras su fallecimiento. En 2009 donó el archivo del Instituto a la Unidad de Historia de la Medicina de la Universidad Autónoma de Barcelona. Fallecida en 2011 sin descendencia, poco antes de su fallecimiento redactó un nuevo testamento donde legó su patrimonio a la Fundación Pla i Armengol. Tras un litigio entre el Ayuntamiento y la Fundación, en 2015 se acordó crear un museo con la colección de la doctora —compuesto por 800 piezas de mobiliario, pintura, escultura y orfebrería— gestionado por la Fundación bajo la titularidad del consistorio, con una rehabilitación del jardín a cargo del Ayuntamiento.
Los jardines fueron inaugurados el 15 de diciembre de 2019 por la alcaldesa de Barcelona, Ada Colau, tras una rehabilitación que conllevó un coste de 8,6 millones de euros. Colau recalcó en su discurso que estos jardines eran una pieza clave del corredor verde Ciudadela-Collserola, un proyecto que pretende comunicar diversos espacios verdes de la ciudad para conectar mar y montaña y facilitar la migración de la flora y la fauna entre los distintos espacios naturales del entorno urbano.

## Descripción

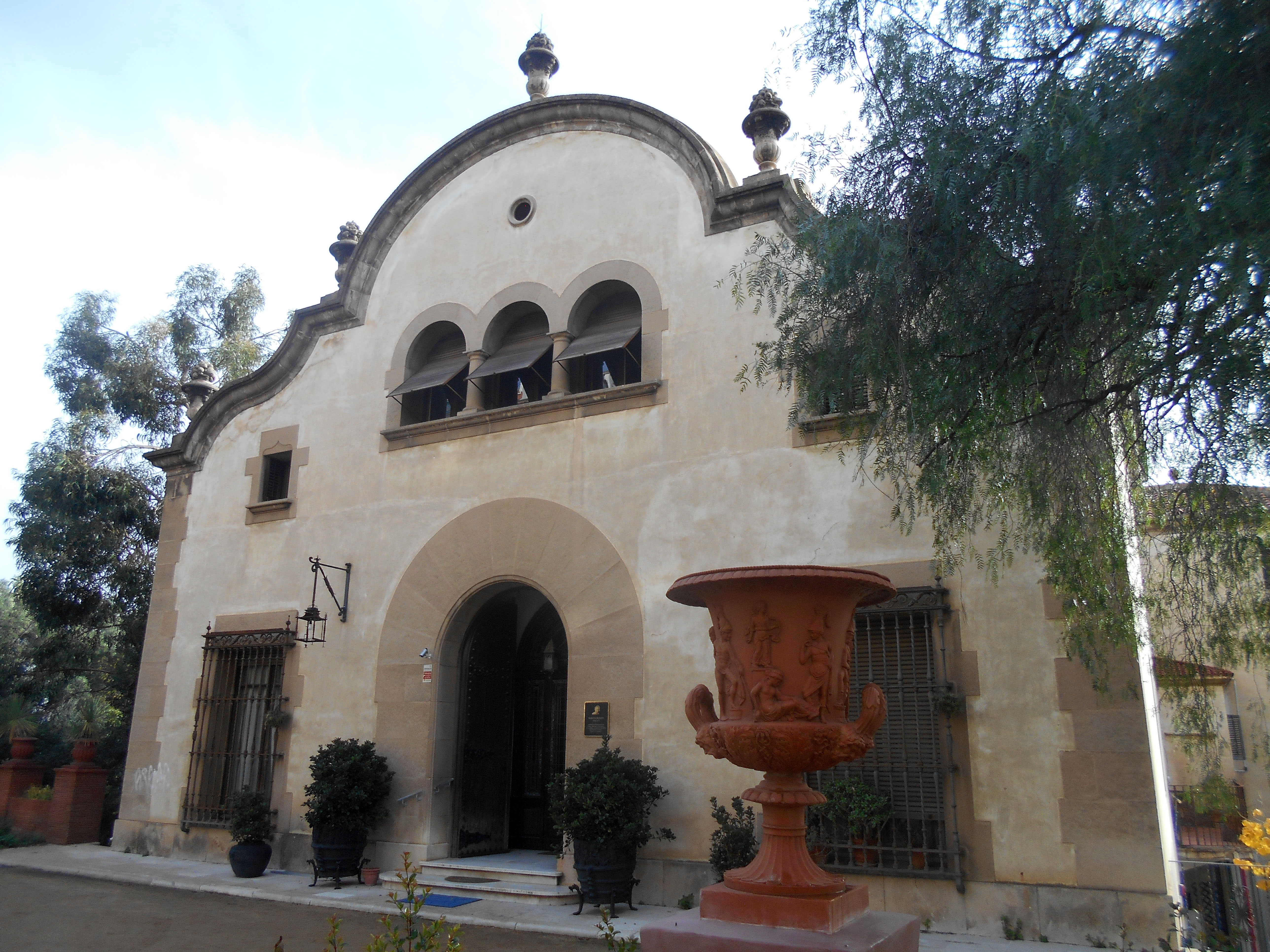
Casa novecentista diseñada por Adolfo Florensa, actual Museo Núria Pla

Los jardines tienen una extensión de 36 718 m². Su centro neurálgico es la casa y jardines del antiguo Instituto Ravetllat-Pla, que incluía un conjunto de esculturas repartidas por los jardines, albercas y pérgolas. El espacio se estructura en tres sectores diferenciados: el jardín novecentista; la zona de los antiguos establos, donde se ha instalado un anfiteatro, una plaza verde, un mirador y una zona de juegos infantiles; y el espacio sureste, donde se encuentran los huertos urbanos y los espacios para la promoción de la biodiversidad, de acceso restringido.

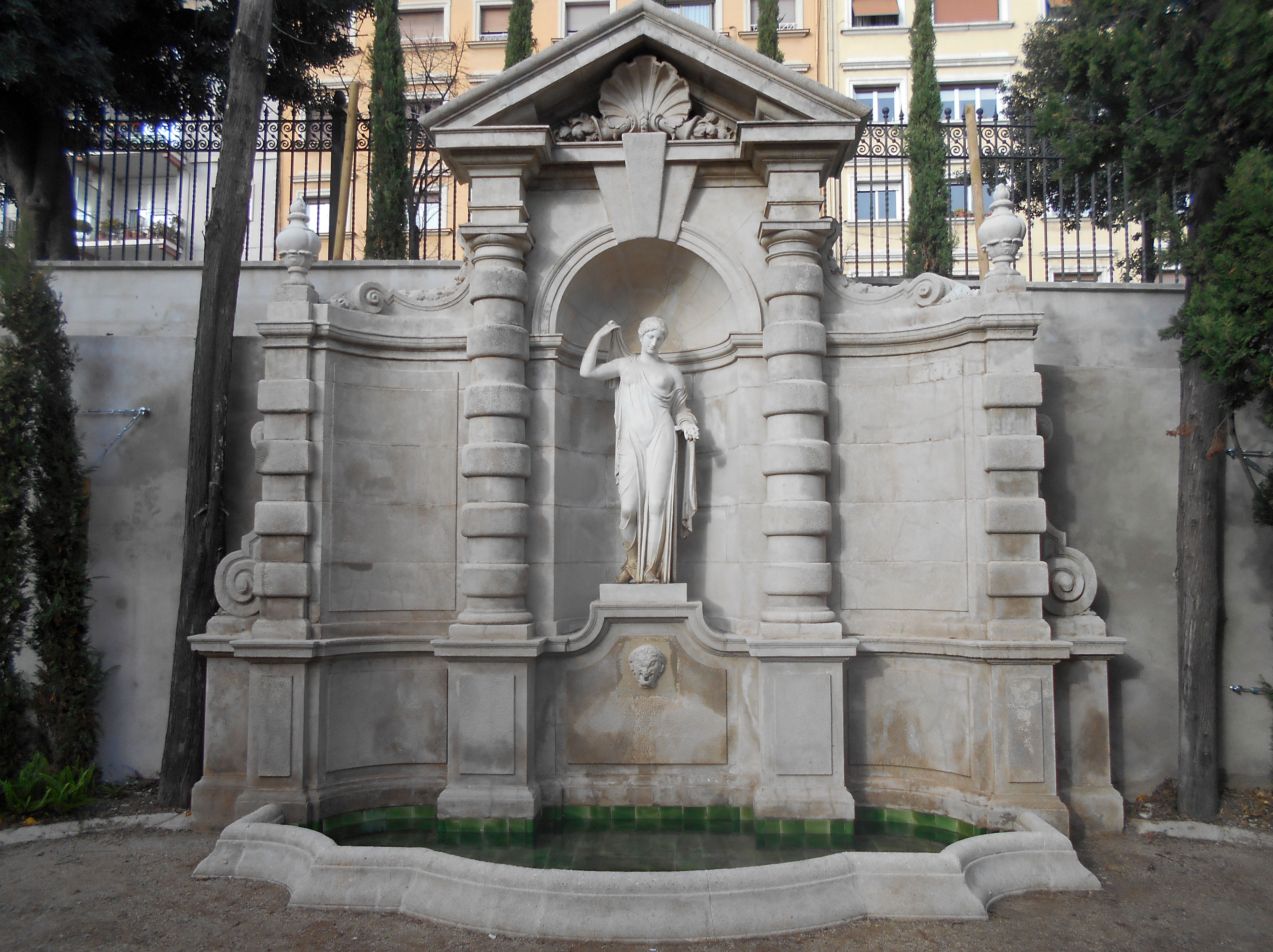
Fuente de la Venus de Fréjus, de Adolfo Florensa

El antiguo jardín novecentista estaba dividido también en varios sectores: el jardín de entrada, presidido por una fuente monumental con una figura de Venus; el jardín-bosque, poblado de olivos; el jardín doméstico, en la fachada posterior de la casa, que incluía un jardín-huerto y una fuente novecentista; y el jardín corporativo, frente a la puerta de los antiguos laboratorios, que incluye la estatua de un caballo, el signo distintivo de la actividad del Instituto. Las principales especies vegetales del antiguo jardín eran los algarrobos, los naranjos, los olivos y las viñas.
Del conjunto del parque destaca el edificio del antiguo Instituto Ravetllat-Pla, de 2500 m², reformado por Adolfo Florensa entre 1930 y catalogado como Bien Cultural de Interés Local. Se encuentra frente a la entrada principal del recinto, por la avenida de la Virgen de Montserrat. La puerta a la finca está formada por una reja de hierro forjado flanqueada por dos pilares con jarrones con flores de piedra y, a ambos lados, dos puertas y dos ventanas de arco de medio punto. La casa tiene planta con forma de T y consta de planta baja, un piso y buhardillas, con cubierta a doble vertiente. La fachada principal tiene una puerta de arco de medio punto adovelado, flanqueada de ventanas adinteladas con reja de hierro forjado. En el primer piso se encuentra una galería de tres arcos de medio punto con columnas dóricas, mientras que a los lados se abren dos ventanas con el dintel decorado con un arco conopial en relieve. En las buhardillas hay un óculo. La fachada se remata con un coronamiento mixtilíneo reseguido por una moldura lisa sobre la que se levantan cinco jarrones con flores de piedra.

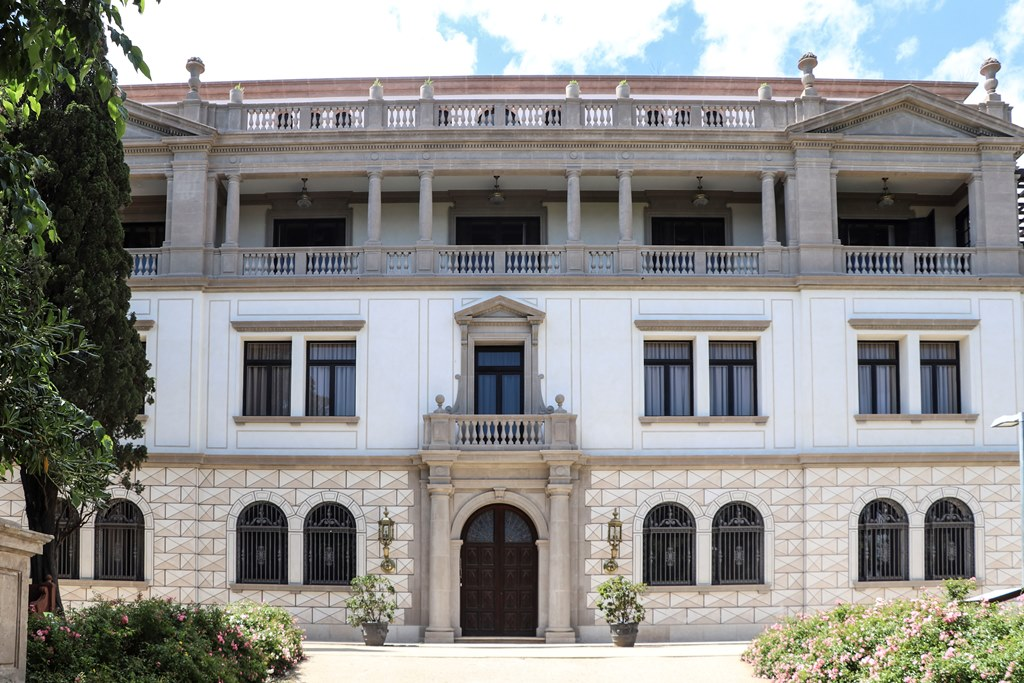
Edificio del Instituto Ravetlla-Pla, con la fachada orientada hacia el jardín

Adosado a la fachada hay otro cuerpo perpendicular a la misma, con planta baja y tres pisos, cubierto a cuatro vertientes. Tiene una fachada orientada hacia el jardín doméstico, con una puerta de arco de medio punto enmarcada por dos columnas dóricas y cuatro pares de ventanas de arco de medio punto. En el centro del primer piso hay un balcón con barandilla abalaustrada y una puerta adintelada enmarcada por dos pilastras con ménsulas y un frontón triangular con el tímpano vacío. Está flanqueado por cuatro ventanas dobles, como en el piso inferior. En el segundo piso se halla una galería con barandilla abalaustrada y columnas que sostienen un entablamento; los extremos se rematan con unos pilares que soportan un frontón. En el último piso hay una terraza con barandilla abalaustrada y pilares con bolas de piedra, con puertas de arco de medio punto. Cerca de la casa hay unas caballerizas con naves de planta rectangular con tejado a doble vertiente.
Del jardín novecentista cabe remarcar el conjunto de esculturas que lo jalonan, del que descuella la Fuente de la Venus de Fréjus, diseñada por Adolfo Florensa. Presenta un pequeño estanque polilobulado y un edículo con un nicho central con la escultura de Venus y rematado por un frontón con una concha, así como dos alas laterales de forma cóncava y rematadas con volutas y jarrones de piedra, separadas del cuerpo central por columnas fajadas. La estatua de Venus es una copia de la Venus de Fréjus (c. siglo IV a. C., Museo del Louvre, París), de un estilo derivado de Fidias, probablemente del escultor Calímaco. La copia fue realizada por los Talleres Lena, una empresa fundada por el italiano Alberto Lena dedicada a la reproducción de estatuas de la antigüedad. Hay también otra fuente frente a la fachada posterior de la casa, con un estanque de forma octogonal en cuyo centro se alza sobre un pedestal una columna con dos tazas rematada por un angelote con un delfín en las manos, copia de una obra de Andrea Verrocchio.
Del conjunto escultórico cabe destacar también el Monumento a Ramon Pla i Armengol, situado cerca de la anterior fuente, formado por un monolito con una placa con la efigie del homenajeado, en el centro de un banco semicircular de terracota rematado en los laterales con unas figuras de leones alados. La placa contiene la inscripción «Dr. Ramon Pla i Armengol (1880-1956) / Eminente clínico. / Investigador de la etiología / de la tuberculosis. / Promotor del sindicato / de médicos de Cataluña». Hay también una estatua de una figura femenina junto a una jarra que se desborda, una aguadora, copia de la Ninfa de la Concha de Antoine Coysevox. Completan el conjunto una escultura de un caballo y otra de tres faunos infantes, así como varios jarrones de terracota tipo Médici con relieves de estilo griego.

## Biodiversidad

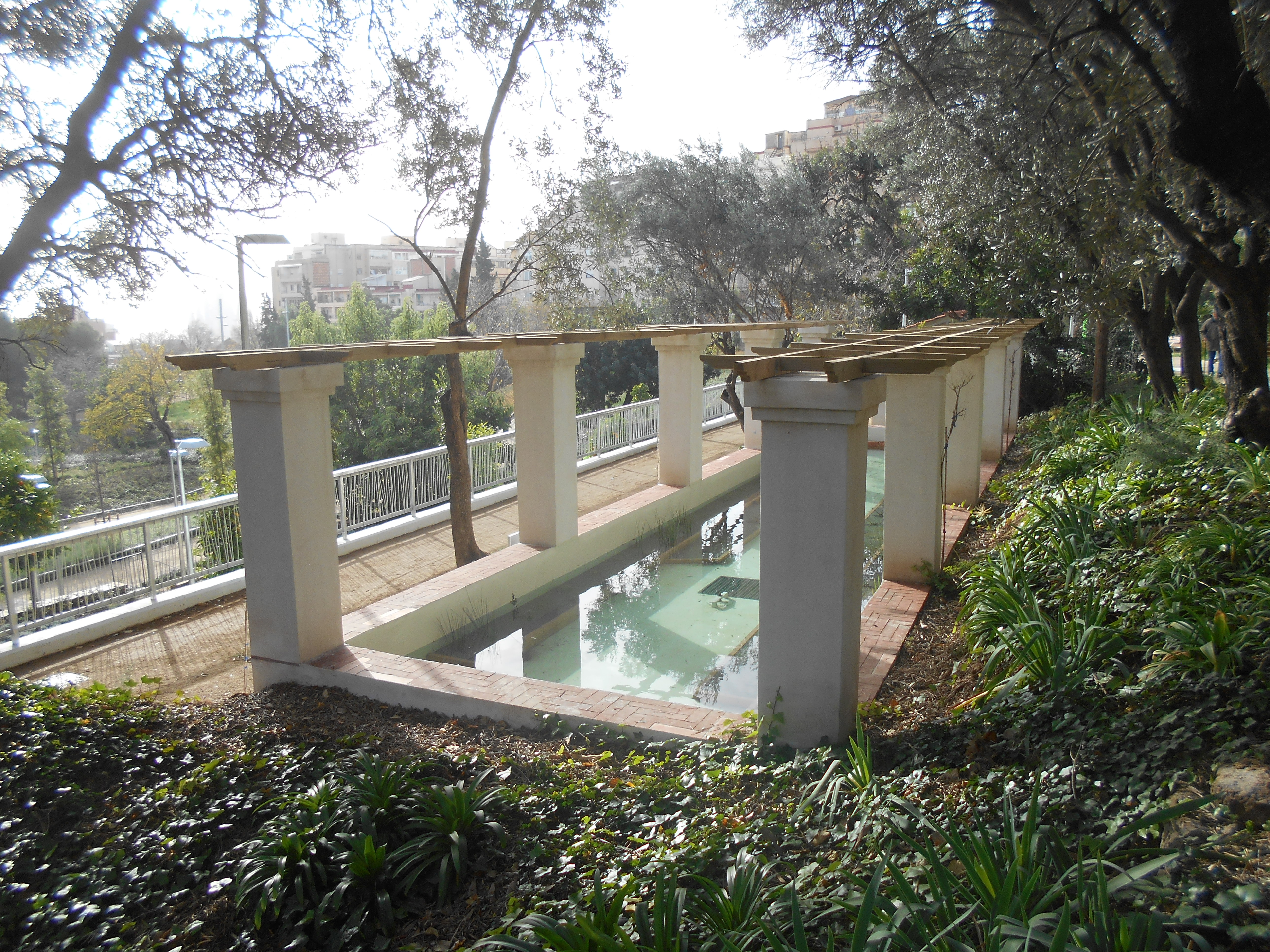
Una de las albercas del jardín

Durante el proceso de rehabilitación de los jardines se plantó un centenar de árboles de veinte especies y unos 112 000 arbustos de 140 especies diferentes.< También se habilitaron cuatro balsas de agua como «refugio de fauna», para fomentar la biodiversidad (pájaros, insectos, anfibios). Con el mismo propósito se instaló una caja para murciélagos. Por otro lado, se plantaron 33 huertos urbanos, gestionados por los vecinos, con una superficie total de más de 3200 m² y un área de cultivo de 1215 m².
El conjunto de biodiversidad de los jardines presenta diferentes hábitats: los bancales agrícolas del antiguo Instituto, formado principalmente por algarrobos (Ceratonia siliqua), olivos (Olea europaea) y naranjos (Citrus sinensis), así como un prado de especies herbáceas y arbustivas como la manzanilla (Matricaria chamomilla), el abrótano hembra (Santolina chamaecyparissus) y el tomillo blanco (Teucrium polium), unas especies que despiertan el interés de pájaros e insectos polinizadores como el verderón (Carduelis chloris), la abeja (Apis mellifera) y la mariposa reina (Papilio machaon); el bosque mediterráneo, compuesto principalmente por encinares y pinedos, así como matorrales como brollas, garrigas y maquias, con un sotobosque de especies como el madroño (Arbutus unedo), el durillo (Viburnum tinus), la vidraria (Clematis flammula), la jara blanca (Cistus albidus), el lentisco (Pistacia lentiscus), la retama (Retama monosperma) y el chaparro (Quercus coccifera), que fomentan la presencia de pájaros como el petirrojo (Erithacus rubecula), el agateador común (Certhia brachydactyla), el carbonero común (Parus major), el mirlo (Turdus merula), la paloma torcaz (Columba palumbus) o la curruca carrasqueña (Sylvia cantillans); ambientes húmedos, que incluyen especies arbóreas como el almez (Celtis australis), el álamo negro (Populus nigra) y el sauce gris (Salix elaeagnos), y arbustivas como el majuelo (Crataegus monogyna), el cornejo (Cornus sanguinea), el sauzgatillo (Vitex agnus-castus), la arroyuella (Lythrum salicaria) y el lirio amarillo (Iris pseudacorus), así como pájaros, anfibios e insectos como la lavandera blanca (Motacilla alba), la libélula emperador (Anax imperator) y el sapo partero común (Alytes obstetricans); y un jardín de plantas aromáticas, que incluye el espliego (Lavandula angustifolia), la salvia (Salvia officinalis), la siempreviva (Helichrysum stoechas), la menta (Melissa officinalis), el romero (Salvia rosmarinus) y el tomillo (Thymus vulgaris), entre otras, que favorecen la presencia de abejas y mariposas, así como pequeños reptiles como la lagartija parda (Podarcis liolepis).

## Galería

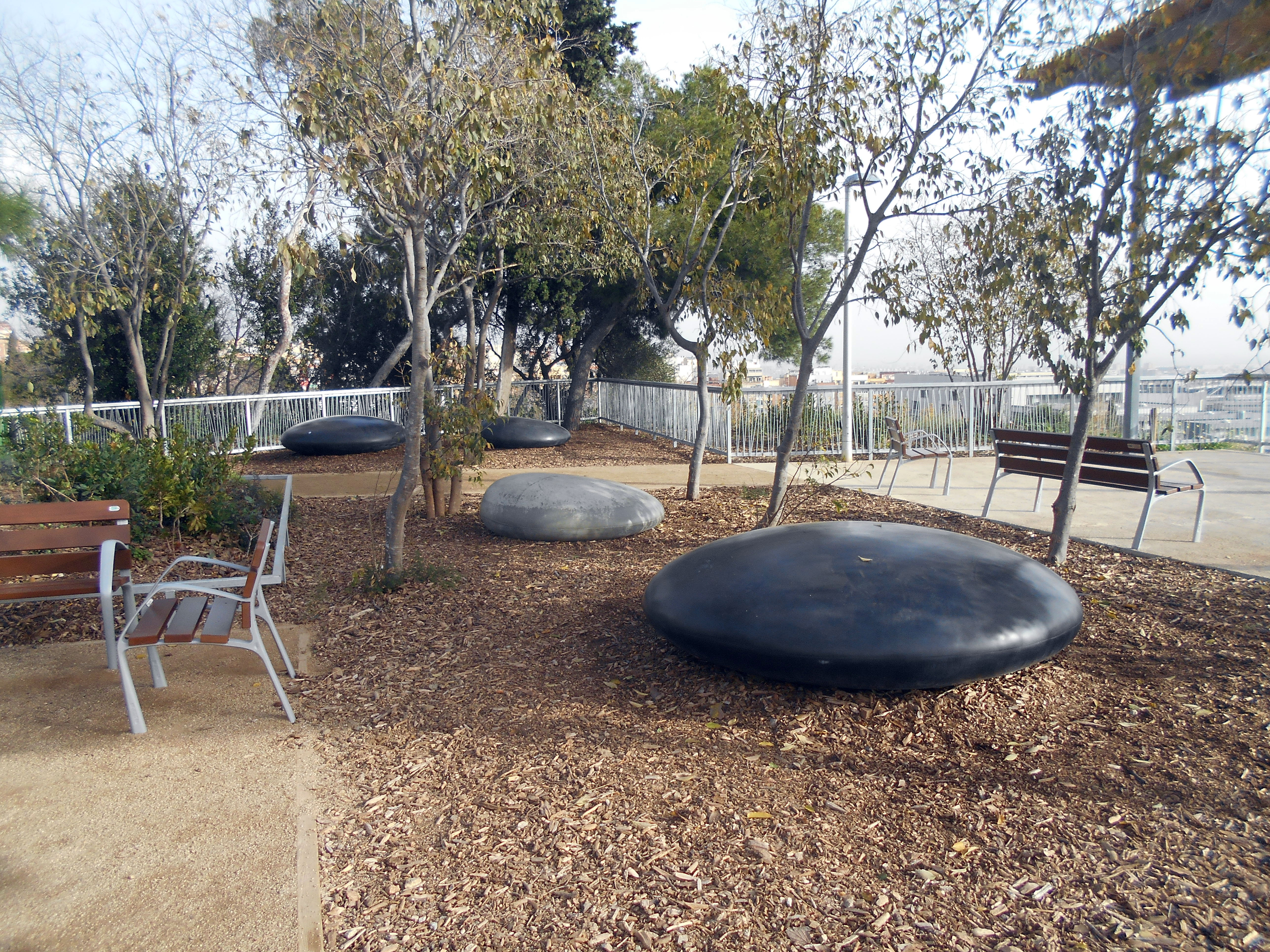
Bancos del jardín
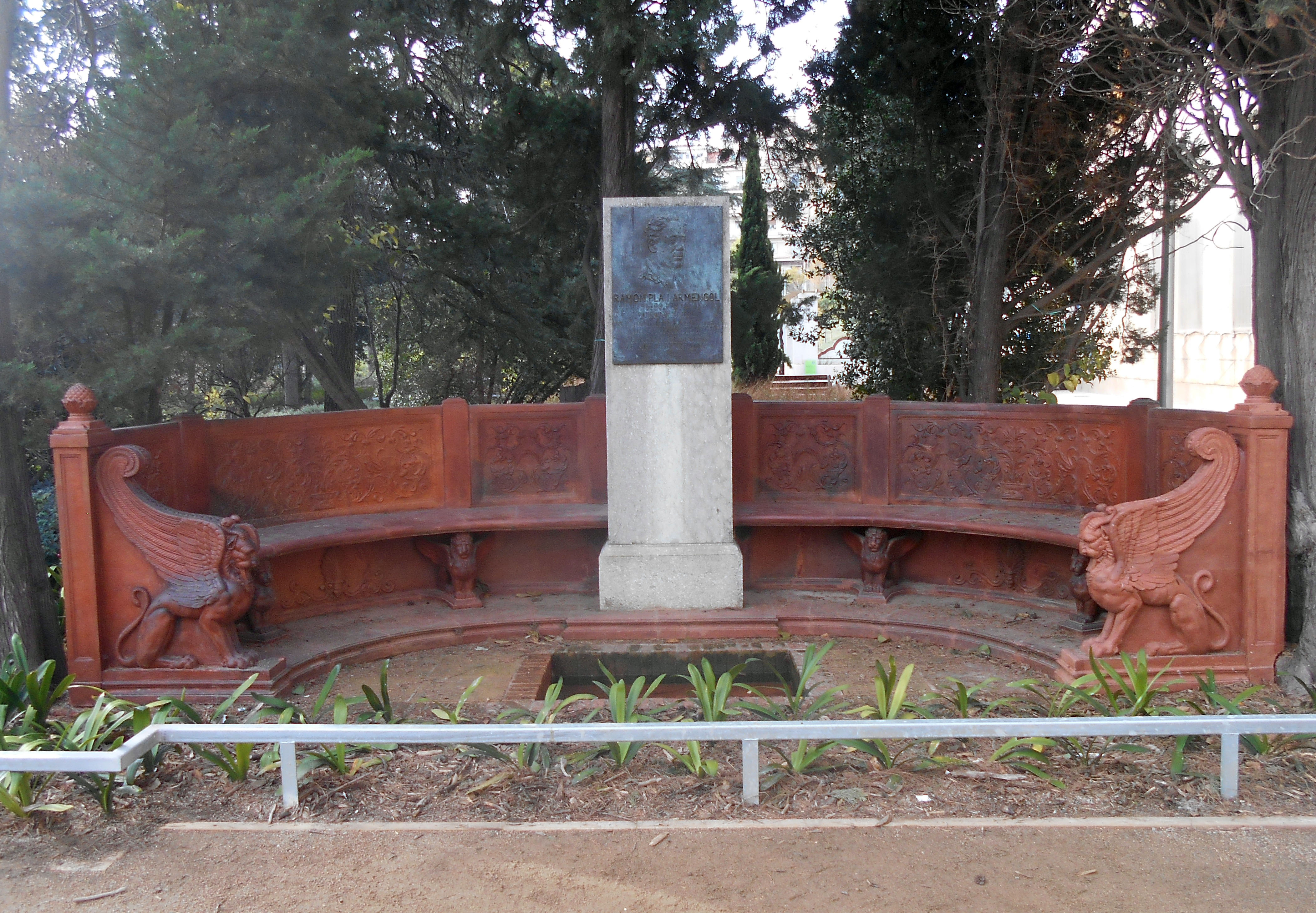
Monumento al Doctor Pla i Armengol
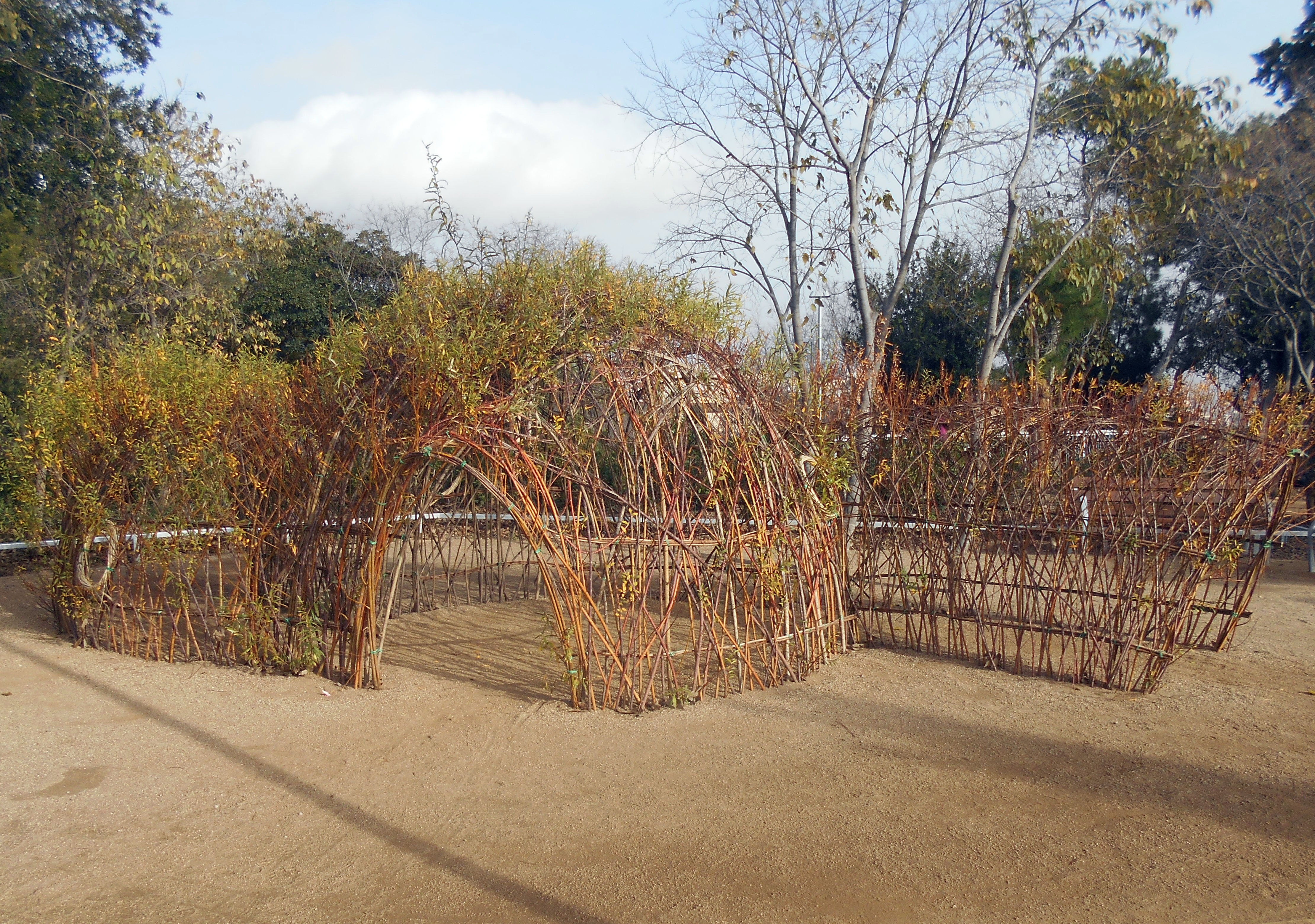
Iglú de troncos de sauce
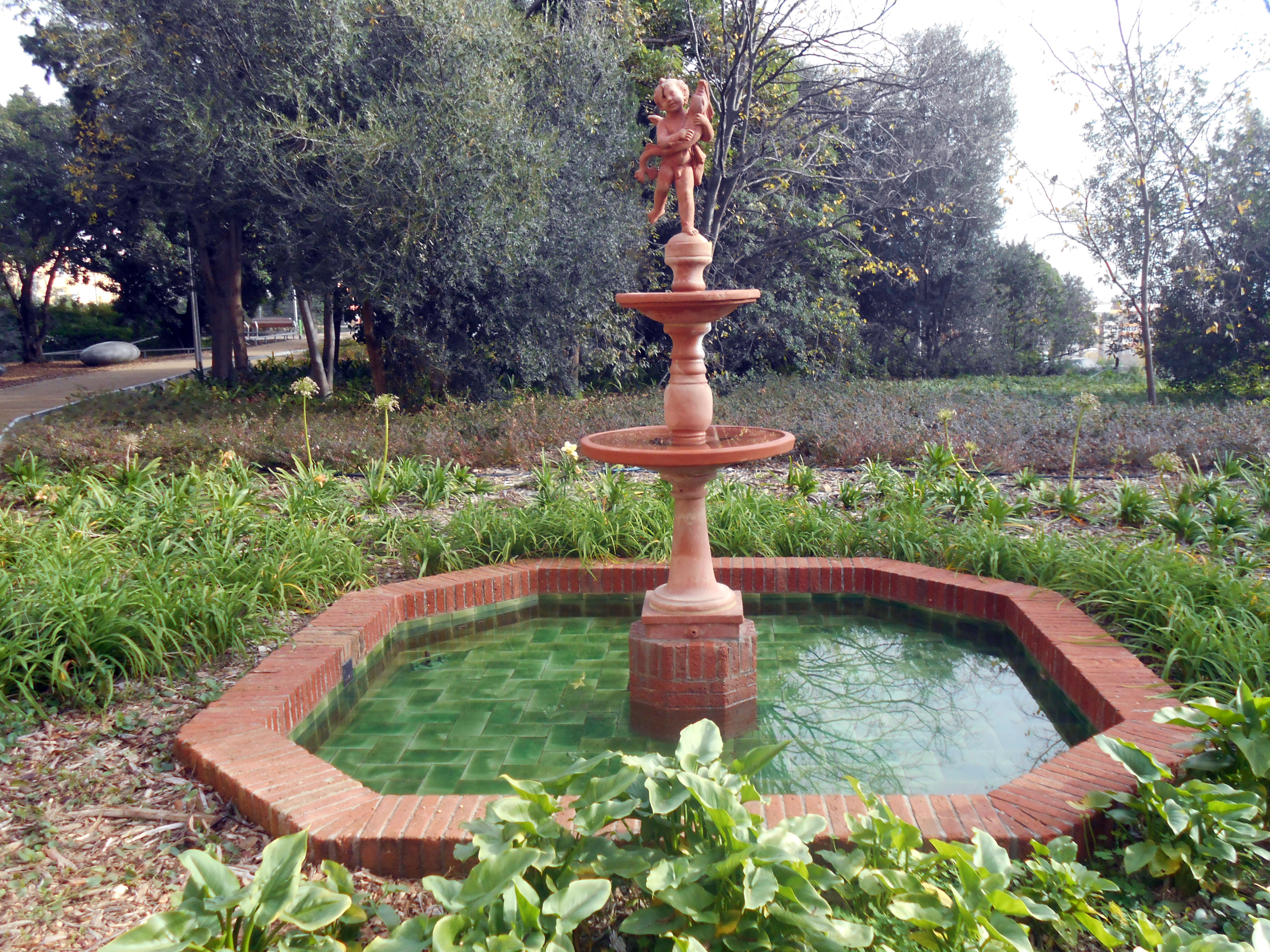
Estanque octogonal
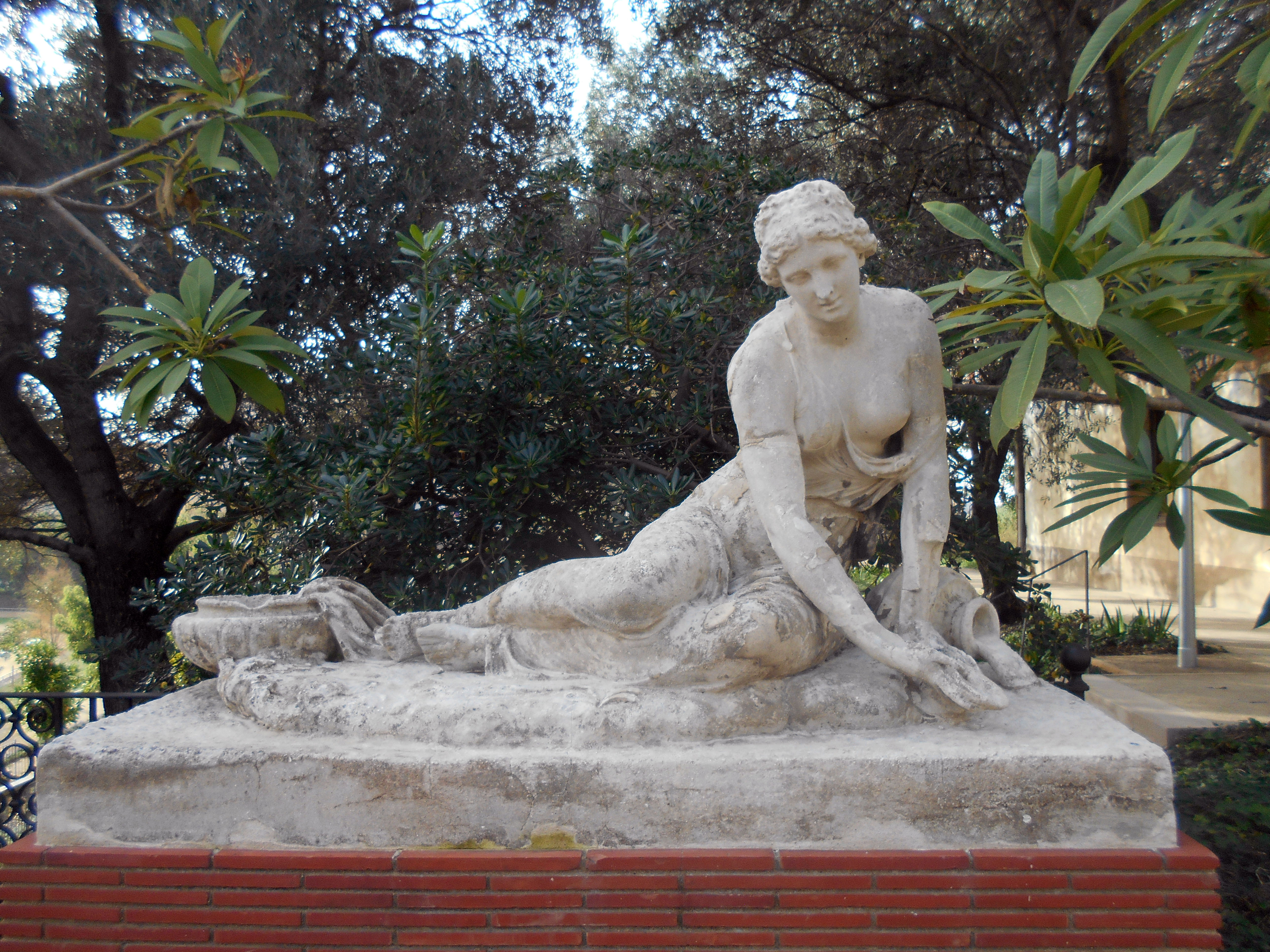
Estatua femenina
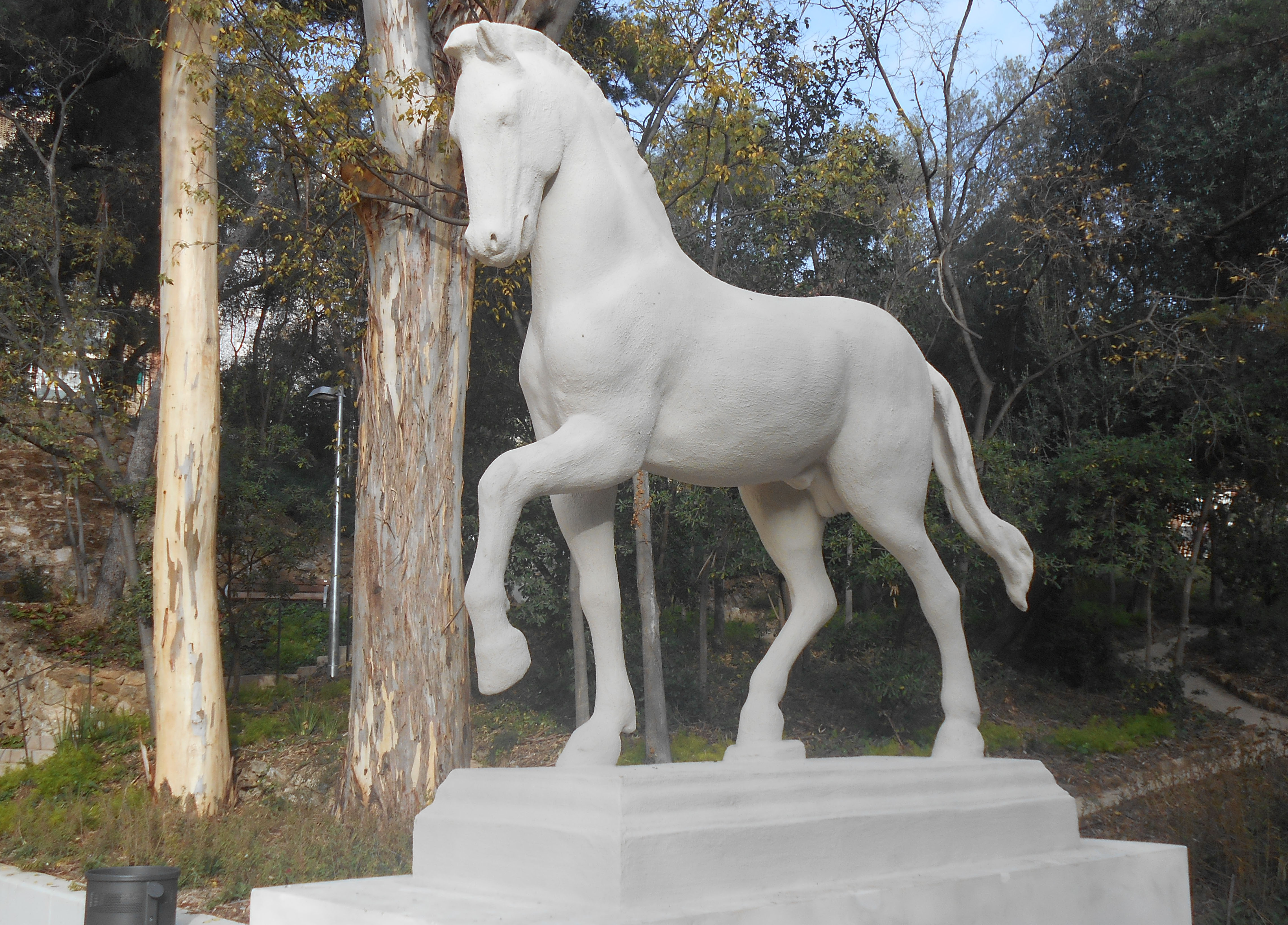
Estatua de caballo
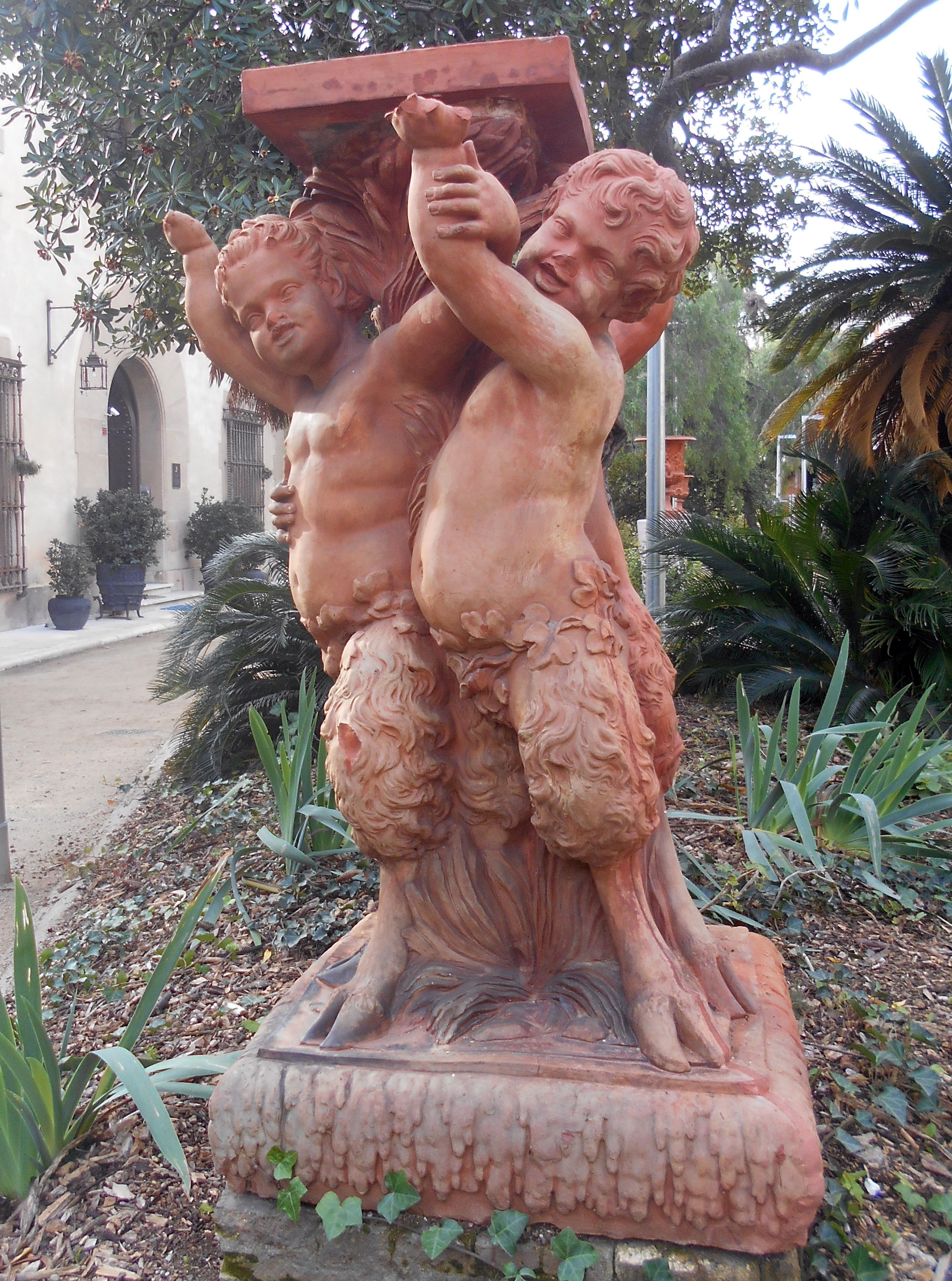
Estatua de sátiros